# WTA Tour 2018
Die WTA Tour 2018 war der 48. Jahrgang der Damentennis-Turnierserie, die von der Women’s Tennis Association ausgetragen wurde.
Die Teamwettbewerbe Hopman Cup und Fed Cup wurden wie die Grand-Slam-Turniere nicht von der WTA, sondern von der ITF organisiert. Hier werden sie dennoch aufgeführt, da die Spitzenspielerinnen auch diese Turniere in der Regel spielten.

## Tourinformationen

### Änderungen
Gegenüber 2017 erfuhr der Turnierkalender die folgenden Änderungen:
- Die Turniere WTA Biel, WTA Kuala Lumpur, WTA Båstad, WTA Stanford und WTA Tokio (Kōtō) waren nicht mehr Teil der Tour.
- Das Turnier WTA Lugano war wieder zurück im Turnierkalender.
- Die Turniere WTA San José, WTA Moskau-2 und WTA Hiroshima waren neu im Turnierkalender.
- Die Turniere WTA Doha und WTA Dubai tauschten wieder die Kategorien.

## Turnierplan
| Kategorie              |
| ---------------------- |
| Grand Slam             |
| Jahresendveranstaltung |
| Premier Mandatory      |
| Premier 5              |
| Premier                |
| International          |

| Sonstige   |
| ---------- |
| Hopman Cup |
| Fed Cup    |

Erklärungen

Die Zeichenfolge von z. B. 128E/96Q/64D/32M hat folgende Bedeutung:

128E = 128 Spielerinnen spielen im Einzel

96Q = 96 Spielerinnen spielen die Qualifikation im Einzel

64D = 64 Paarungen spielen im Doppel

32M = 32 Paarungen spielen im Mixed

### Januar
| Datum 1 | Turnier | Sieger(in)                       | Finalgegner(in)                            | Ergebnis         |
| ------- | --- | -------------------------------- | ------------------------------------------ | ---------------- |
| 01.01.  | Hopman Cup Perth, Australien ITF – AU-$ Hartplatz (Halle) − 8 Teams                                                   | Belinda Bencic Roger Federer     | Angelique Kerber Alexander Zverev          | 2:1              |
| 01.01.  | Brisbane International Brisbane, Australien Premier – 1.000.000 $ / 894.700 $ Hartplatz – 30E/32Q/16D                 | Elina Switolina                  | Aljaksandra Sasnowitsch                    | 6:2, 6:1         |
| 01.01.  | Brisbane International Brisbane, Australien Premier – 1.000.000 $ / 894.700 $ Hartplatz – 30E/32Q/16D                 | Kiki Bertens Demi Schuurs        | Andreja Klepač María José Martínez Sánchez | 7:5, 6:2         |
| 01.01.  | Shenzhen Open Shenzhen, Volksrepublik China International – 750.000 $ / 626.750 $ Hartplatz – 32E/16Q/16D             | Simona Halep                     | Kateřina Siniaková                         | 6:1, 2:6, 6:0    |
| 01.01.  | Shenzhen Open Shenzhen, Volksrepublik China International – 750.000 $ / 626.750 $ Hartplatz – 32E/16Q/16D             | Irina-Camelia Begu Simona Halep  | Barbora Krejčíková Kateřina Siniaková      | 1:6, 6:1, [10:8] |
| 01.01.  | ASB Classic Auckland, Neuseeland International – 250.000 $ / 226.750 $ Hartplatz – 32E/32Q/16D                        | Julia Görges                     | Caroline Wozniacki                         | 6:4, 7:64        |
| 01.01.  | ASB Classic Auckland, Neuseeland International – 250.000 $ / 226.750 $ Hartplatz – 32E/32Q/16D                        | Sara Errani Bibiane Schoofs      | Eri Hozumi Miyu Katō                       | 7:5, 6:1         |
| 08.01.  | Sydney International Sydney, Australien Premier – 799.000 $ / 733.900 $ Hartplatz – 30E/32Q/16D                       | Angelique Kerber                 | Ashleigh Barty                             | 6:4, 6:4         |
| 08.01.  | Sydney International Sydney, Australien Premier – 799.000 $ / 733.900 $ Hartplatz – 30E/32Q/16D                       | Gabriela Dabrowski Xu Yifan      | Latisha Chan Andrea Sestini Hlaváčková     | 6:3, 6:1         |
| 08.01.  | Hobart International Hobart, Australien International – 250.000 $ / 226.750 $ Hartplatz – 32E/24Q/16D                 | Elise Mertens                    | Mihaela Buzărnescu                         | 6:1, 4:6, 6:2    |
| 08.01.  | Hobart International Hobart, Australien International – 250.000 $ / 226.750 $ Hartplatz – 32E/24Q/16D                 | Elise Mertens Demi Schuurs       | Ljudmyla Kitschenok Makoto Ninomiya        | 6:2, 6:2         |
| 15.01.  | Australian Open Melbourne, Australien Grand Slam – 55.000.000 AU-$ Hartplatz – 128E/96Q/64D/32M                       | Caroline Wozniacki               | Simona Halep                               | 7:62, 3:6, 6:4   |
| 15.01.  | Australian Open Melbourne, Australien Grand Slam – 55.000.000 AU-$ Hartplatz – 128E/96Q/64D/32M                       | Tímea Babos Kristina Mladenovic  | Jekaterina Makarowa Jelena Wesnina         | 6:4, 6:3         |
| 15.01.  | Australian Open Melbourne, Australien Grand Slam – 55.000.000 AU-$ Hartplatz – 128E/96Q/64D/32M                       | Gabriela Dabrowski Mate Pavić    | Tímea Babos Rohan Bopanna                  | 2:6, 6:4, [11:9] |
| 29.01.  | St. Petersburg Ladies Trophy St. Petersburg, Russland Premier – 799.000 $ / 733.900 $ Hartplatz (Halle) − 28E/32Q/16D | Petra Kvitová                    | Kristina Mladenovic                        | 6:1, 6:2         |
| 29.01.  | St. Petersburg Ladies Trophy St. Petersburg, Russland Premier – 799.000 $ / 733.900 $ Hartplatz (Halle) − 28E/32Q/16D | Timea Bacsinszky Wera Swonarjowa | Alla Kudrjawzewa Katarina Srebotnik        | 2:6, 6:1, [10:3] |
| 29.01.  | Taiwan Open Taipeh, Taiwan International – 250.000 $ / 226.750 $ Hartplatz (Halle) − 32E/24Q/16D                      | Tímea Babos                      | Kateryna Koslowa                           | 7:5, 6:1         |
| 29.01.  | Taiwan Open Taipeh, Taiwan International – 250.000 $ / 226.750 $ Hartplatz (Halle) − 32E/24Q/16D                      | Duan Yingying Wang Yafan         | Nao Hibino Oksana Kalaschnikowa            | 7:64, 7:65       |

### Februar
| Datum 1 | Turnier | Siegerin                                             | Finalgegnerin                              | Ergebnis         |
| ------- | --- | ---------------------------------------------------- | ------------------------------------------ | ---------------- |
| 05.02.  | Fed Cup, 1. Runde Minsk, Belarus Hartplatz (Halle) Prag, Tschechien Hartplatz (Halle) La Roche-sur-Yon, Frankreich Hartplatz (Halle) Asheville, Vereinigte Staaten Hartplatz (Halle) | Deutschland Tschechien Frankreich Vereinigte Staaten | Belarus Schweiz Belgien Niederlande        | 3:2 3:1 3:2 3:1  |
| 12.02.  | Qatar Total Open Doha, Katar Premier 5 – 3.173.000 $ / 2.897.250 $ Hartplatz – 56E/32Q/28D                                                                                           | Petra Kvitová                                        | Garbiñe Muguruza                           | 3:6, 6:3, 6:4    |
| 12.02.  | Qatar Total Open Doha, Katar Premier 5 – 3.173.000 $ / 2.897.250 $ Hartplatz – 56E/32Q/28D                                                                                           | Gabriela Dabrowski Jeļena Ostapenko                  | Andreja Klepač María José Martínez Sánchez | 6:3, 6:3         |
| 19.02.  | Dubai Duty Free Tennis Championships Dubai, Vereinigte Arabische Emirate Premier – 799.000 $ / 733.900 $ Hartplatz – 28E/32Q/16D                                                     | Elina Switolina                                      | Darja Kassatkina                           | 6:4, 6:0         |
| 19.02.  | Dubai Duty Free Tennis Championships Dubai, Vereinigte Arabische Emirate Premier – 799.000 $ / 733.900 $ Hartplatz – 28E/32Q/16D                                                     | Chan Hao-ching Yang Zhaoxuan                         | Hsieh Su-wei Peng Shuai                    | 4:6, 6:2, [10:8] |
| 19.02.  | Hungarian Ladies Open Budapest, Ungarn International – 250.000 $ / 226.750 $ Hartplatz (Halle) − 32E/24Q/16D                                                                         | Alison Van Uytvanck                                  | Dominika Cibulková                         | 6:3, 3:6, 7:5    |
| 19.02.  | Hungarian Ladies Open Budapest, Ungarn International – 250.000 $ / 226.750 $ Hartplatz (Halle) − 32E/24Q/16D                                                                         | Georgina García Pérez Fanny Stollár                  | Kirsten Flipkens Johanna Larsson           | 4:6, 6:4, [10:3] |
| 26.02.  | Abierto Mexicano TELCEL Acapulco, Mexiko International – 250.000 $ / 226.750 $ Hartplatz – 32E/24Q/16D                                                                               | Lessja Zurenko                                       | Stefanie Vögele                            | 5:7, 7:62, 6:2   |
| 26.02.  | Abierto Mexicano TELCEL Acapulco, Mexiko International – 250.000 $ / 226.750 $ Hartplatz – 32E/24Q/16D                                                                               | Tatjana Maria Heather Watson                         | Kaitlyn Christian Sabrina Santamaria       | 7:5, 2:6, [10:2] |

### März
| Datum 1 | Turnier | Siegerin                       | Finalgegnerin                         | Ergebnis  |
| ------- | --- | ------------------------------ | ------------------------------------- | --------- |
| 05.03.  | BNP Paribas Open Indian Wells, Vereinigte Staaten Premier Mandatory – 7.669.423 $ / 6.814.635 $ Hartplatz – 96E/48Q/32D | Naomi Ōsaka                    | Darja Kassatkina                      | 6:3, 6:2  |
| 05.03.  | BNP Paribas Open Indian Wells, Vereinigte Staaten Premier Mandatory – 7.669.423 $ / 6.814.635 $ Hartplatz – 96E/48Q/32D | Hsieh Su-wei Barbora Strýcová  | Jekaterina Makarowa Jelena Wesnina    | 6:4, 6:4  |
| 19.03.  | Miami Open Key Biscayne, Vereinigte Staaten Premier Mandatory – 7.669.423 $ / 6.814.635 $ Hartplatz – 96E/48Q/32D       | Sloane Stephens                | Jeļena Ostapenko                      | 7:65, 6:1 |
| 19.03.  | Miami Open Key Biscayne, Vereinigte Staaten Premier Mandatory – 7.669.423 $ / 6.814.635 $ Hartplatz – 96E/48Q/32D       | Ashleigh Barty Coco Vandeweghe | Barbora Krejčíková Kateřina Siniaková | 6:2, 6:1  |

### April
| Datum 1 | Turnier | Siegerin                             | Finalgegnerin                              | Ergebnis          |
| ------- | --- | ------------------------------------ | ------------------------------------------ | ----------------- |
| 02.04.  | Volvo Car Open Charleston, Vereinigte Staaten Premier – 800.000 $ / 734.900 $ Sandplatz (grün) − 56E/48Q/16D                   | Kiki Bertens                         | Julia Görges                               | 6:2, 6:1          |
| 02.04.  | Volvo Car Open Charleston, Vereinigte Staaten Premier – 800.000 $ / 734.900 $ Sandplatz (grün) − 56E/48Q/16D                   | Alla Kudrjawzewa Katarina Srebotnik  | Andreja Klepač María José Martínez Sánchez | 6:3, 6:3          |
| 02.04.  | Abierto GNP Seguros Monterrey, Mexiko International – 250.000 $ / 226.750 $ Hartplatz – 32E/32Q/16D                            | Garbiñe Muguruza                     | Tímea Babos                                | 3:6, 6:4, 6:3     |
| 02.04.  | Abierto GNP Seguros Monterrey, Mexiko International – 250.000 $ / 226.750 $ Hartplatz – 32E/32Q/16D                            | Naomi Broady Sara Sorribes Tormo     | Desirae Krawczyk Giuliana Olmos            | 3:6, 6:4, [10:8]  |
| 09.04.  | Samsung Open Lugano, Schweiz International – 250.000 $ / 226.750 $ Sand – 32E/32Q/16D                                          | Elise Mertens                        | Aryna Sabalenka                            | 7:5, 6:2          |
| 09.04.  | Samsung Open Lugano, Schweiz International – 250.000 $ / 226.750 $ Sand – 32E/32Q/16D                                          | Kirsten Flipkens Elise Mertens       | Wera Lapko Aryna Sabalenka                 | 6:1, 6:3          |
| 09.04.  | Claro Open Colsanitas Bogotá, Kolumbien International – 250.000 $ / 226.750 $ Sandplatz (rot) − 32E/24Q/16D                    | Anna Karolína Schmiedlová            | Lara Arruabarrena                          | 6:2, 6:4          |
| 09.04.  | Claro Open Colsanitas Bogotá, Kolumbien International – 250.000 $ / 226.750 $ Sandplatz (rot) − 32E/24Q/16D                    | Dalila Jakupović Irina Chromatschowa | Mariana Duque Mariño Nadia Podoroska       | 6:3, 6:4          |
| 16.04.  | Fed Cup, Halbfinale Stuttgart, Deutschland Sand (Halle) Aix-en-Provence, Frankreich Sand (Halle)                               | Tschechien Vereinigte Staaten        | Deutschland Frankreich                     | 4:1 3:2           |
| 23.04.  | Porsche Tennis Grand Prix Stuttgart, Deutschland Premier – 816.000 $ / 750.900 $ Sandplatz (rot) (Halle) − 28E/32Q/16D         | Karolína Plíšková                    | Coca Vandeweghe                            | 7:62, 6:4         |
| 23.04.  | Porsche Tennis Grand Prix Stuttgart, Deutschland Premier – 816.000 $ / 750.900 $ Sandplatz (rot) (Halle) − 28E/32Q/16D         | Raquel Atawo Anna-Lena Grönefeld     | Nicole Melichar Květa Peschke              | 6:4, 6:75, [10:5] |
| 23.04.  | TEB BNP Paribas İstanbul Cup Istanbul, Türkei International – 250.000 $ / 226.750 $ Sandplatz (rot) − 32E/24Q/16D              | Pauline Parmentier                   | Polona Hercog                              | 6:4, 3:6, 6:3     |
| 23.04.  | TEB BNP Paribas İstanbul Cup Istanbul, Türkei International – 250.000 $ / 226.750 $ Sandplatz (rot) − 32E/24Q/16D              | Liang Chen Zhang Shuai               | Xenia Knoll Anna Smith                     | 6:4, 6:4          |
| 30.04.  | Grand Prix De SAR La Princesse Lalla Meryem Rabat, Marokko International – 250.000 $ / 226.750 $ Sandplatz (rot) − 32E/32Q/16D | Elise Mertens                        | Ajla Tomljanović                           | 6:2, 7:64         |
| 30.04.  | Grand Prix De SAR La Princesse Lalla Meryem Rabat, Marokko International – 250.000 $ / 226.750 $ Sandplatz (rot) − 32E/32Q/16D | Anna Blinkowa Raluca Olaru           | Georgina García Pérez Fanny Stollár        | 6:4, 6:4          |
| 30.04.  | J&T Banka Prague Open Prag, Tschechien International – 250.000 $ / 226.750 $ Sandplatz (rot) − 32E/32Q/16D                     | Petra Kvitová                        | Mihaela Buzărnescu                         | 4:6, 6:2, 6:3     |
| 30.04.  | J&T Banka Prague Open Prag, Tschechien International – 250.000 $ / 226.750 $ Sandplatz (rot) − 32E/32Q/16D                     | Nicole Melichar Květa Peschke        | Mihaela Buzărnescu Lidsija Marosawa        | 6:4, 6:2          |

### Mai
| Datum 1 | Turnier | Sieger(in)                            | Finalgegner(in)                            | Ergebnis          |
| ------- | --- | ------------------------------------- | ------------------------------------------ | ----------------- |
| 07.05.  | Mutua Madrid Open Madrid, Spanien Premier Mandatory – 6.685.828 € / 6.045.855 € Sandplatz (rot) − 64E/32Q/28D          | Petra Kvitová                         | Kiki Bertens                               | 7:66, 4:6, 6:3    |
| 07.05.  | Mutua Madrid Open Madrid, Spanien Premier Mandatory – 6.685.828 € / 6.045.855 € Sandplatz (rot) − 64E/32Q/28D          | Jekaterina Makarowa Jelena Wesnina    | Tímea Babos Kristina Mladenovic            | 2:6, 6:4, [10:8]  |
| 14.05.  | Internazionali BNL d’Italia Rom, Italien Premier 5 – 2.703.000 € Sandplatz (rot) − 56E/32Q/28D                         | Elina Switolina                       | Simona Halep                               | 6:0, 6:4          |
| 14.05.  | Internazionali BNL d’Italia Rom, Italien Premier 5 – 2.703.000 € Sandplatz (rot) − 56E/32Q/28D                         | Ashleigh Barty Demi. Schuurs          | Andrea Sestini Hlaváčková Barbora Strýcová | 6:3, 6:4          |
| 21.05.  | Internationaux de Strasbourg Straßburg, Frankreich International – 250.000 € / 226.750 € Sandplatz (rot) − 32E/24Q/16D | Anastassija Pawljutschenkowa          | Dominika Cibulková                         | 6:75, 7:63, 7:66  |
| 21.05.  | Internationaux de Strasbourg Straßburg, Frankreich International – 250.000 € / 226.750 € Sandplatz (rot) − 32E/24Q/16D | Mihaela Buzărnescu Raluca Olaru       | Nadija Kitschenok Anastasia Rodionova      | 7:5, 7:5          |
| 21.05.  | NÜRNBERGER Versicherungscup Nürnberg, Deutschland International – 250.000 € / 226.750 € Sandplatz (rot) − 32E/24Q/16D  | Johanna Larsson                       | Alison Riske                               | 7:64, 6:4         |
| 21.05.  | NÜRNBERGER Versicherungscup Nürnberg, Deutschland International – 250.000 € / 226.750 € Sandplatz (rot) − 32E/24Q/16D  | Demi Schuurs Katarina Srebotnik       | Kirsten Flipkens Johanna Larsson           | 3:6, 6:3, [10:7]  |
| 28.05.  | French Open Paris, Frankreich Grand Slam – 28.028.600 € Sandplatz (rot) – 128E/96Q/64D/32M                             | Simona Halep                          | Sloane Stephens                            | 3:6, 6:4, 6:1     |
| 28.05.  | French Open Paris, Frankreich Grand Slam – 28.028.600 € Sandplatz (rot) – 128E/96Q/64D/32M                             | Barbora Krejčíková Kateřina Siniaková | Eri Hozumi Makoto Ninomiya                 | 6:3, 6:3          |
| 28.05.  | French Open Paris, Frankreich Grand Slam – 28.028.600 € Sandplatz (rot) – 128E/96Q/64D/32M                             | Latisha Chan Ivan Dodig               | Gabriela Dabrowski Mate Pavić              | 6:1, 6:75, [10:8] |

### Juni
| Datum 1 | Turnier | Sieger(in)                                 | Finalgegner(in)                       | Ergebnis         |
| ------- | --- | ------------------------------------------ | ------------------------------------- | ---------------- |
| 11.06.  | Nature Valley Open Nottingham, Großbritannien International – 250.000 $ / 226.750 $ Rasen – 32E/24Q/16D    | Ashleigh Barty                             | Johanna Konta                         | 6:3, 3:6, 6:4    |
| 11.06.  | Nature Valley Open Nottingham, Großbritannien International – 250.000 $ / 226.750 $ Rasen – 32E/24Q/16D    | Alicja Rosolska Abigail Spears             | Mihaela Buzărnescu Heather Watson     | 6:3, 7:65        |
| 11.06.  | Libéma Open ’s-Hertogenbosch, Niederlande International – 250.000 $ / 226.750 $ Rasen – 32E/24Q/16D        | Aleksandra Krunić                          | Kirsten Flipkens                      | 6:70, 7:5, 6:1   |
| 11.06.  | Libéma Open ’s-Hertogenbosch, Niederlande International – 250.000 $ / 226.750 $ Rasen – 32E/24Q/16D        | Elise Mertens Demi Schuurs                 | Kiki Bertens Kirsten Flipkens         | 3:3 Aufgabe      |
| 18.06.  | Nature Valley Classic Birmingham, Großbritannien Premier – 936.128 $ / 871.028 $ Rasen – 32E/32Q/16D       | Petra Kvitová                              | Magdaléna Rybáriková                  | 4:6, 6:1, 6:2    |
| 18.06.  | Nature Valley Classic Birmingham, Großbritannien Premier – 936.128 $ / 871.028 $ Rasen – 32E/32Q/16D       | Tímea Babos Kristina Mladenovic            | Elise Mertens Demi Schuurs            | 4:6, 6:3, [10:8] |
| 18.06.  | Mallorca Open Mallorca, Spanien International – 250.000 $ / 226.750 $ Rasen – 32E/24Q/16D                  | Tatjana Maria                              | Anastasija Sevastova                  | 6:4, 7:5         |
| 18.06.  | Mallorca Open Mallorca, Spanien International – 250.000 $ / 226.750 $ Rasen – 32E/24Q/16D                  | Andreja Klepač María José Martínez Sánchez | Lucie Šafářová Barbora Štefková       | 6:1, 3:6, [10:3] |
| 25.06.  | Nature Valley International Eastbourne, Großbritannien Premier – 917.664 $ / 852.564 $ Rasen – 48E/21Q/16D | Caroline Wozniacki                         | Aryna Sabalenka                       | 7:5, 7:65        |
| 25.06.  | Nature Valley International Eastbourne, Großbritannien Premier – 917.664 $ / 852.564 $ Rasen – 48E/21Q/16D | Gabriela Dabrowski Xu Yifan                | Irina-Camelia Begu Mihaela Buzărnescu | 6:3, 7:5         |

### Juli
| Datum 1 | Turnier | Siegerin                              | Finalgegnerin                         | Ergebnis         |
| ------- | --- | ------------------------------------- | ------------------------------------- | ---------------- |
| 02.07.  | Wimbledon London, Großbritannien Grand Slam – £ Rasen – 128E/96Q/64D/32M                                             | Angelique Kerber                      | Serena Williams                       | 6:3, 6:3         |
| 02.07.  | Wimbledon London, Großbritannien Grand Slam – £ Rasen – 128E/96Q/64D/32M                                             | Barbora Krejčíková Kateřina Siniaková | Nicole Melichar Květa Peschke         | 6:4, 4:6, 6:0    |
| 02.07.  | Wimbledon London, Großbritannien Grand Slam – £ Rasen – 128E/96Q/64D/32M                                             | Alexander Peya Nicole Melichar        | Jamie Murray Wiktoryja Asaranka       | 7:61, 6:3        |
| 16.07.  | Bucharest Open Bukarest, Rumänien International – 250.000 $ / 226.750 $ Sandplatz (rot) − 32E/32Q/16D                | Anastasija Sevastova                  | Petra Martić                          | 7:64, 6:2        |
| 16.07.  | Bucharest Open Bukarest, Rumänien International – 250.000 $ / 226.750 $ Sandplatz (rot) − 32E/32Q/16D                | Irina-Camelia Begu Andreea Mitu       | Danka Kovinić Maryna Zanevska         | 6:3, 6:4         |
| 16.07.  | Ladies Championship Gstaad Gstaad, Schweiz International – 250.000 $ / 226.750 $ Sandplatz (rot) − 32E/24Q/15D       | Alizé Cornet                          | Mandy Minella                         | 6:4, 7:66        |
| 16.07.  | Ladies Championship Gstaad Gstaad, Schweiz International – 250.000 $ / 226.750 $ Sandplatz (rot) − 32E/24Q/15D       | Alexa Guarachi Desirae Krawczyk       | Lara Arruabarrena Timea Bacsinszky    | 4:6, 6:4, [10:6] |
| 23.07.  | Moscow River Cup Moskau, Russland International – 750.000 $ / 626.750 $ Sandplatz (rot) − 32E/24Q/16D                | Olga Danilović                        | Anastassija Potapowa                  | 7:5, 6:71, 6:4   |
| 23.07.  | Moscow River Cup Moskau, Russland International – 750.000 $ / 626.750 $ Sandplatz (rot) − 32E/24Q/16D                | Anastassija Potapowa Wera Swonarjowa  | Alexandra Panowa Galina Woskobojewa   | 6:0, 6:3         |
| 23.07.  | Jiangxi Open Nanchang, Volksrepublik China International – 250.000 $ / 226.750 $ Hartplatz – 32E/24Q/16D             | Wang Qiang                            | Zheng Saisai                          | 7:5, 4:0 Aufgabe |
| 23.07.  | Jiangxi Open Nanchang, Volksrepublik China International – 250.000 $ / 226.750 $ Hartplatz – 32E/24Q/16D             | Jiang Xinyu Tang Qianhui              | Lu Jingjing You Xiadi                 | 6:4, 6:4         |
| 30.07.  | Mubadala Silicon Valley Classic San José, Vereinigte Staaten Premier – 799.000 $ / 733.900 $ Hartplatz – 28E/16Q/16D | Mihaela Buzărnescu                    | Maria Sakkari                         | 6:1, 6:0         |
| 30.07.  | Mubadala Silicon Valley Classic San José, Vereinigte Staaten Premier – 799.000 $ / 733.900 $ Hartplatz – 28E/16Q/16D | Latisha Chan Květa Peschke            | Ljudmyla Kitschenok Nadija Kitschenok | 6:4, 6:1         |
| 30.07.  | Citi Open Washington D.C., Vereinigte Staaten International – 250.000 $ / 226.750 $ Hartplatz – 32E/16Q/16D          | Swetlana Kusnezowa                    | Donna Vekić                           | 4:6, 7:67, 6:2   |
| 30.07.  | Citi Open Washington D.C., Vereinigte Staaten International – 250.000 $ / 226.750 $ Hartplatz – 32E/16Q/16D          | Han Xinyun Darija Jurak               | Alexa Guarachi Erin Routliffe         | 6.3, 6:2         |

### August
| Datum 1 | Turnier                                                                                     | Sieger(in)                                 | Finalgegner(in)                  | Ergebnis          |
| ------- | ------------------------------------------------------------------------------------------- | ------------------------------------------ | -------------------------------- | ----------------- |
| 06.08.  | Coupe Rogers Montreal, Kanada Premier 5 Hartplatz – 56E/47Q/28D                             | Simona Halep                               | Sloane Stephens                  | 7:66, 3:6, 6:4    |
| 06.08.  | Coupe Rogers Montreal, Kanada Premier 5 Hartplatz – 56E/47Q/28D                             | Ashleigh Barty Demi Schuurs                | Latisha Chan Jekaterina Makarowa | 4:6, 6:3, [10:8]  |
| 13.08.  | Western & Southern Open Cincinnati, Vereinigte Staaten Premier 5 Hartplatz – 56E/48Q/28D    | Kiki Bertens                               | Simona Halep                     | 2:6, 7:66, 6:2    |
| 13.08.  | Western & Southern Open Cincinnati, Vereinigte Staaten Premier 5 Hartplatz – 56E/48Q/28D    | Lucie Hradecká Jekaterina Makarowa         | Elise Mertens Demi Schuurs       | 6:2, 7:5          |
| 20.08.  | Connecticut Open New Haven, Vereinigte Staaten Premier Hartplatz – 30E/48Q/16D              | Aryna Sabalenka                            | Carla Suárez Navarro             | 6:1, 6:4          |
| 20.08.  | Connecticut Open New Haven, Vereinigte Staaten Premier Hartplatz – 30E/48Q/16D              | Andrea Sestini Hlaváčková Barbora Strýcová | Hsieh Su-wei Laura Siegemund     | 6:4, 6:77, [10:4] |
| 27.08.  | US Open New York, Vereinigte Staaten Grand Slam – 53.000.000 $ Hartplatz – 128E/96Q/64D/32M | Naomi Ōsaka                                | Serena Williams                  | 6:2, 6:4          |
| 27.08.  | US Open New York, Vereinigte Staaten Grand Slam – 53.000.000 $ Hartplatz – 128E/96Q/64D/32M | Ashleigh Barty Coco Vandeweghe             | Tímea Babos Kristina Mladenovic  | 3:6, 7:62, 7:66   |
| 27.08.  | US Open New York, Vereinigte Staaten Grand Slam – 53.000.000 $ Hartplatz – 128E/96Q/64D/32M | Jamie Murray Bethanie Mattek-Sands         | Nikola Mektić Alicja Rosolska    | 2:6, 6:3, [11:9]  |

### September
| Datum 1 | Turnier | Siegerin                       | Finalgegnerin                              | Ergebnis         |
| ------- | --- | ------------------------------ | ------------------------------------------ | ---------------- |
| 10.09.  | Coupe Banque Nationale Québec, Kanada International – 250.000 $ / 226.750 $ Teppich (Halle) − 32E/24Q/16D           | Pauline Parmentier             | Jessica Pegula                             | 7:5, 6:2         |
| 10.09.  | Coupe Banque Nationale Québec, Kanada International – 250.000 $ / 226.750 $ Teppich (Halle) − 32E/24Q/16D           | Asia Muhammad Maria Sanchez    | Darija Jurak Xenia Knoll                   | 6:4, 6:3         |
| 10.09.  | Hana-cupid Japan Women’s Open Hiroshima, Japan International – 250.000 $ / 226.750 $ Hartplatz – 32E/32Q/16D        | Hsieh Su-wei                   | Amanda Anisimova                           | 6:2, 6:2         |
| 10.09.  | Hana-cupid Japan Women’s Open Hiroshima, Japan International – 250.000 $ / 226.750 $ Hartplatz – 32E/32Q/16D        | Eri Hozumi Zhang Shuai         | Miyu Katō Makoto Ninomiya                  | 6:2, 6:4         |
| 17.09.  | Toray Pan Pacific Open Tachikawa, Japan Premier Hartplatz (Halle) – 28E/24Q/16D                                     | Karolína Plíšková              | Naomi Ōsaka                                | 6:4, 6:4         |
| 17.09.  | Toray Pan Pacific Open Tachikawa, Japan Premier Hartplatz (Halle) – 28E/24Q/16D                                     | Miyu Katō Makoto Ninomiya      | Andrea Sestini Hlaváčková Barbora Strýcová | 6:4, 6:4         |
| 17.09.  | Korea Open Seoul, Südkorea International – 250.000 $ / 226.750 $ Hartplatz – 32E/24Q/16D                            | Kiki Bertens                   | Ajla Tomljanović                           | 7:62, 4:6, 6:2   |
| 17.09.  | Korea Open Seoul, Südkorea International – 250.000 $ / 226.750 $ Hartplatz – 32E/24Q/16D                            | Choi Ji-hee Han Na-lae         | Hsieh Shu-ying Hsieh Su-wei                | 6:3, 6:2         |
| 17.09.  | Guangzhou International Women’s Open Guangzhou, China International – 250.000 $ / 226.750 $ Hartplatz – 32E/24Q/16D | Wang Qiang                     | Julija Putinzewa                           | 6:1, 6:2         |
| 17.09.  | Guangzhou International Women’s Open Guangzhou, China International – 250.000 $ / 226.750 $ Hartplatz – 32E/24Q/16D | Monique Adamczak Jessica Moore | Danka Kovinić Wera Lapko                   | 4:6, 7:5, [10:4] |
| 24.09.  | Dongfeng Motor Wuhan Open Wuhan, Volksrepublik China Premier 5 Hartplatz – 56E/32Q/16D                              | Aryna Sabalenka                | Anett Kontaveit                            | 6:3, 6:3         |
| 24.09.  | Dongfeng Motor Wuhan Open Wuhan, Volksrepublik China Premier 5 Hartplatz – 56E/32Q/16D                              | Elise Mertens Demi Schuurs     | Andrea Sestini Hlaváčková Barbora Strýcová | 6:3, 6:3         |
| 24.09.  | Tashkent Open Taschkent, Usbekistan International – 250.000 $ / 226.750 $ Hartplatz – 32E/16Q/16D                   | Margarita Gasparjan            | Anastassija Potapowa                       | 6:2, 6:1         |
| 24.09.  | Tashkent Open Taschkent, Usbekistan International – 250.000 $ / 226.750 $ Hartplatz – 32E/16Q/16D                   | Olga Danilović Tamara Zidanšek | Irina-Camelia Begu Raluca Olaru            | 7:5, 6:3         |

### Oktober
| Datum 1 | Turnier | Siegerin                                   | Finalgegnerin                         | Ergebnis         |
| ------- | --- | ------------------------------------------ | ------------------------------------- | ---------------- |
| 01.10.  | China Open Peking, China Premier Mandatory Hartplatz – 60E/32Q/28D                                                               | Caroline Wozniacki                         | Anastasija Sevastova                  | 6:3, 6:3         |
| 01.10.  | China Open Peking, China Premier Mandatory Hartplatz – 60E/32Q/28D                                                               | Andrea Sestini Hlaváčková Barbora Strýcová | Gabriela Dabrowski Xu Yifan           | 4:6, 6:4, [10:8] |
| 08.10.  | Upper Austria Ladies Linz Linz, Österreich International – 250.000 $ / 226.750 $ Hartplatz (Halle) − 32E/24Q/16D                 | Camila Giorgi                              | Jekaterina Alexandrowa                | 6:3, 6:1         |
| 08.10.  | Upper Austria Ladies Linz Linz, Österreich International – 250.000 $ / 226.750 $ Hartplatz (Halle) − 32E/24Q/16D                 | Kirsten Flipkens Johanna Larsson           | Raquel Atawo Anna-Lena Grönefeld      | 4:6, 6:4, [10:5] |
| 08.10.  | Prudential Hong Kong Tennis Open Hongkong, China International – 250.000 $ / 226.750 $ Hartplatz – 32E/24Q/16D                   | Dajana Jastremska                          | Wang Qiang                            | 6:2, 6:1         |
| 08.10.  | Prudential Hong Kong Tennis Open Hongkong, China International – 250.000 $ / 226.750 $ Hartplatz – 32E/24Q/16D                   | Samantha Stosur Zhang Shuai                | Shūko Aoyama Lidsija Marosawa         | 6:4, 6:4         |
| 08.10.  | Tianjin Open Tianjin, China International – 250.000 $ / 226.750 $ Hartplatz – 32E/24Q/16D                                        | Caroline Garcia                            | Karolína Plíšková                     | 7:67, 6:3        |
| 08.10.  | Tianjin Open Tianjin, China International – 250.000 $ / 226.750 $ Hartplatz – 32E/24Q/16D                                        | Nicole Melichar Květa Peschke              | Monique Adamczak Jessica Moore        | 6:4, 6:2         |
| 15.10.  | Kremlin Cup Moskau, Russland Premier Hartplatz (Halle) − 28E/32Q/16D                                                             | Darja Kassatkina                           | Ons Jabeur                            | 2:6, 7:63, 6:4   |
| 15.10.  | Kremlin Cup Moskau, Russland Premier Hartplatz (Halle) − 28E/32Q/16D                                                             | Alexandra Panowa Laura Siegemund           | Darija Jurak Raluca Olaru             | 6:2, 7:63        |
| 15.10.  | BGL BNP Paribas Luxembourg Open Stadt Luxemburg, Luxemburg International – 250.000 $ / 226.750 $ Hartplatz (Halle) − 32E/32Q/16D | Julia Görges                               | Belinda Bencic                        | 6:4, 7:5         |
| 15.10.  | BGL BNP Paribas Luxembourg Open Stadt Luxemburg, Luxemburg International – 250.000 $ / 226.750 $ Hartplatz (Halle) − 32E/32Q/16D | Greet Minnen Alison Van Uytvanck           | Wera Lapko Mandy Minella              | 7:63, 6:2        |
| 22.10.  | BNP Paribas WTA Finals Singapore Singapur Jahresendveranstaltung – 7.000.000 $ Hartplatz – 8E/8D                                 | Elina Switolina                            | Sloane Stephens                       | 3:6, 6:2, 6:2    |
| 22.10.  | BNP Paribas WTA Finals Singapore Singapur Jahresendveranstaltung – 7.000.000 $ Hartplatz – 8E/8D                                 | Kristina Mladenovic Tímea Babos            | Barbora Krejčíková Kateřina Siniaková | 6:4, 7:5         |
| 29.10.  | Hengqin Life WTA Elite Trophy Zhuhai Zhuhai, China Jahresendveranstaltung – 2.349.363 $ Hartplatz (Halle) − 12E/6D               | Ashleigh Barty                             | Wang Qiang                            | 6:3, 6:4         |
| 29.10.  | Hengqin Life WTA Elite Trophy Zhuhai Zhuhai, China Jahresendveranstaltung – 2.349.363 $ Hartplatz (Halle) − 12E/6D               | Nadija Kitschenok Ljudmyla Kitschenok      | Lidsija Marosawa Shūko Aoyama         | 6:4, 3:6, [10:7] |

### November
| Datum 1 | Turnier                                            | Siegerinnen | Finalgegnerinnen   | Ergebnis |
| ------- | -------------------------------------------------- | ----------- | ------------------ | -------- |
| 05.11.  | Fed Cup, Finale Prag, Tschechien Hartplatz (Halle) | Tschechien  | Vereinigte Staaten | 3:0      |

## Rücktritte
Die folgenden Spielerinnen beendeten 2018 ihre Tenniskarriere:
- Casey Dellacqua − 10. April 2018[2]
- Karin Knapp − 12. Mai 2018[3]
- Roberta Vinci − 14. Mai 2018[4]
- Anabel Medina Garrigues − nach den US Open 2018[5]
- Olha Sawtschuk − nach den US Open 2018[6]
- Francesca Schiavone − 5. September 2018[7]
- Annika Beck − 20. Oktober 2018[8]
- Agnieszka Radwańska − 14. November 2018[9]
- Patty Schnyder − 21. November 2018[10]
- Bojana Jovanovski Petrović − 28. November 2018[11]
- Marina Eraković − 10. Dezember 2018[12]
- Virginie Razzano − 15. Dezember 2018[13]
- Aleksandra Wozniak − 19. Dezember 2018[14]

## Geldrangliste
Insgesamt wurden 2018 auf der WTA Tour über 160 Millionen US-Dollar an Preisgeldern ausgelobt. Zusätzlich zu den Turnierpreisgeldern wurden von der WTA insgesamt 3.000.000 US-Dollar als Bonuszahlungen an die Spielerinnen überwiesen.
Die Topverdiener der Saison 2018 (in US-Dollar)
| Platz | Spielerin               | Einzel    | Doppel    | Mixed  | Gesamt    |
| ----- | ----------------------- | --------- | --------- | ------ | --------- |
| 1.    | Simona Halep            | 6.314.890 | 44.674    |        | 7.409.564 |
| 2.    | Caroline Wozniacki      | 6.007.719 |           |        | 6.657.719 |
| 3.    | Naomi Ōsaka             | 6.394.289 |           |        | 6.394.289 |
| 4.    | Elina Switolina         | 5.213.643 | 16.366    | 7.238  | 5.737.247 |
| 5.    | Angelique Kerber        | 5.686.362 |           |        | 5.686.362 |
| 6.    | Sloane Stephens         | 5.028.342 | 35.280    | 4.477  | 5.068.099 |
| 7.    | Serena Williams         | 3.746.057 | 24.113    |        | 3.770.170 |
| 8.    | Karolína Plíšková       | 3.054.150 | 34.900    |        | 3.539.050 |
| 9.    | Petra Kvitová           | 3.301.389 |           |        | 3.301.389 |
| 10.   | Kiki Bertens            | 3.023.982 | 139.706   |        | 3.163.688 |
| 11.   | Ashleigh Barty          | 1.943.108 | 879.144   | 1.119  | 2.823.371 |
| 12.   | Anastasija Sevastova    | 2.553.435 | 143.979   |        | 2.765.414 |
| 13.   | Darja Kassatkina        | 2.646.711 | 32.730    |        | 2.747.441 |
| 14.   | Garbiñe Muguruza        | 2.071.708 | 3.781     |        | 2.675.489 |
| 15.   | Jeļena Ostapenko        | 2.069.794 | 179.576   | 2.794  | 2.602.164 |
| 16.   | Madison Keys            | 2.547.212 | 7.641     |        | 2.554.853 |
| 17.   | Elise Mertens           | 1.969.985 | 394.021   |        | 2.364.006 |
| 18.   | Kateřina Siniaková      | 985.335   | 1.075.482 | 2.794  | 2.063.611 |
| 19.   | Kristina Mladenovic     | 759.380   | 1.051.243 | 5.587  | 2.041.210 |
| 20.   | Caroline Garcia         | 1.814.824 |           |        | 2.039.824 |
| 21.   | Julia Görges            | 1.965.025 | 28.396    |        | 1.993.421 |
| 22.   | Barbora Strýcová        | 1.031.796 | 926.409   |        | 1.958.205 |
| 23.   | Aryna Sabalenka         | 1.778.083 | 89.789    |        | 1.867.872 |
| 24.   | Carla Suárez Navarro    | 1.645.782 |           |        | 1.645.782 |
| 25.   | Wang Qiang              | 1.554.967 | 41.237    |        | 1.596.204 |
| 26.   | Tímea Babos             | 492.492   | 1.049.268 | 36.937 | 1.578.697 |
| 27.   | Jekaterina Makarowa     | 761.694   | 780.181   | 20.980 | 1.562.855 |
| 28.   | Anett Kontaveit         | 1.502.536 | 10.793    |        | 1.513.329 |
| 29.   | Marija Scharapowa       | 1.312.643 |           |        | 1.312.643 |
| 30.   | Coco Vandeweghe         | 493.474   | 706.981   | 2.794  | 1.303.249 |
| 31.   | Hsieh Su-wei            | 824.277   | 433.651   |        | 1.270.928 |
| 32.   | Lessja Zurenko          | 1.205.770 | 21.820    |        | 1.227.590 |
| 33.   | Barbora Krejčíková      | 118.643   | 1.064.898 |        | 1.183.541 |
| 34.   | Dominika Cibulková      | 1.170.659 | 4.717     |        | 1.175.376 |
| 35.   | Mihaela Buzărnescu      | 871.123   | 196.013   | 5.032  | 1.112.168 |
| 36.   | Johanna Konta           | 740.050   | 75.252    | 2.794  | 1.043.096 |
| 37.   | Venus Williams          | 1.000.725 | 29.834    |        | 1.030.559 |
| 38.   | Aljaksandra Sasnowitsch | 965.927   | 41.723    |        | 1.007.650 |

Berücksichtigt sind alle Spielerinnen, die in der Saison 2018 mehr als eine Million US-Dollar an Preisgeldern verdient haben.